# Glaucium fimbrilligerum
Glaucium fimbrilligerum is de botanische naam van een eenjarige of meerjarige plant uit de papaverfamilie (Papaveraceae).
De 30-60 cm hoge plant heeft 4-14 × 2-3,5 cm grote bladeren, waarvan de onderste ongelobd zijn.
De bloeiperiode loopt van mei tot augustus.

## Verspreiding
De plant komt voor in Iran, Turkestan, Afghanistan en Pakistan.

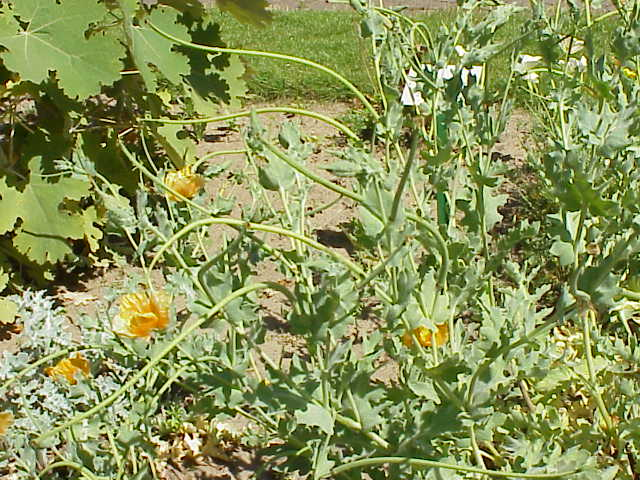
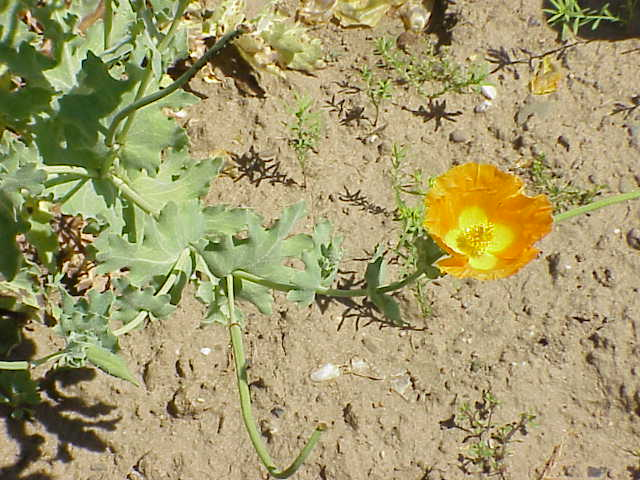

... · G. corniculatum · G. fimbrilligerum · G. flavum (Gele hoornpapaver) · ...